# The 1975
The 1975 er et britisk band som blev dannet i Manchester. Bandets primære genre er alternativ rock, og bandet er i Danmark mest kendt for nummeret Chocolate.[kilde mangler]
Bandet består af fire medlemmer: Matthew Healy (vokalist, guitarist), Adam Hann (guitarist), George Daniel (trommeslager, anden vokalist), og Ross MacDonald (bassist).